# Haugesundstadion
Haugesund stadion is een stadion in de Noorse stad Haugesund. Het stadion wordt gedeeld door de beide topclubs uit Haugesund: FK Haugesund en SK Vard. Naast voetbal wordt het ook gebruikt voor atletiek.